# فرودگاه پوری
فرودگاه پوری (به انگلیسی: Pori Airport) (به زبان بومی: Porin lentoasema) یک فرودگاه همگانی مسافربری با کد یاتا POR است که یک باند فرود آسفالت دارد و طول باند آن ۲٬۳۵۱ متر است. این فرودگاه در کشور فنلاند قرار دارد و در ارتفاع ۱۳ متری از سطح دریا واقع شده است.